# 东团山遗址
东团山遗址，位于中国吉林省吉林市丰满区江南乡永安村，1981年4月20日公布其为一个省级文物保护单位，类型为古遗址。该文物保护单位由吉林市文物管理处管理。2019年10月7日，国务院公布其为第八批全国重点文物保护单位。

东团山遗址的历史年代为汉夫余时期。